# ЯкБ-12,7

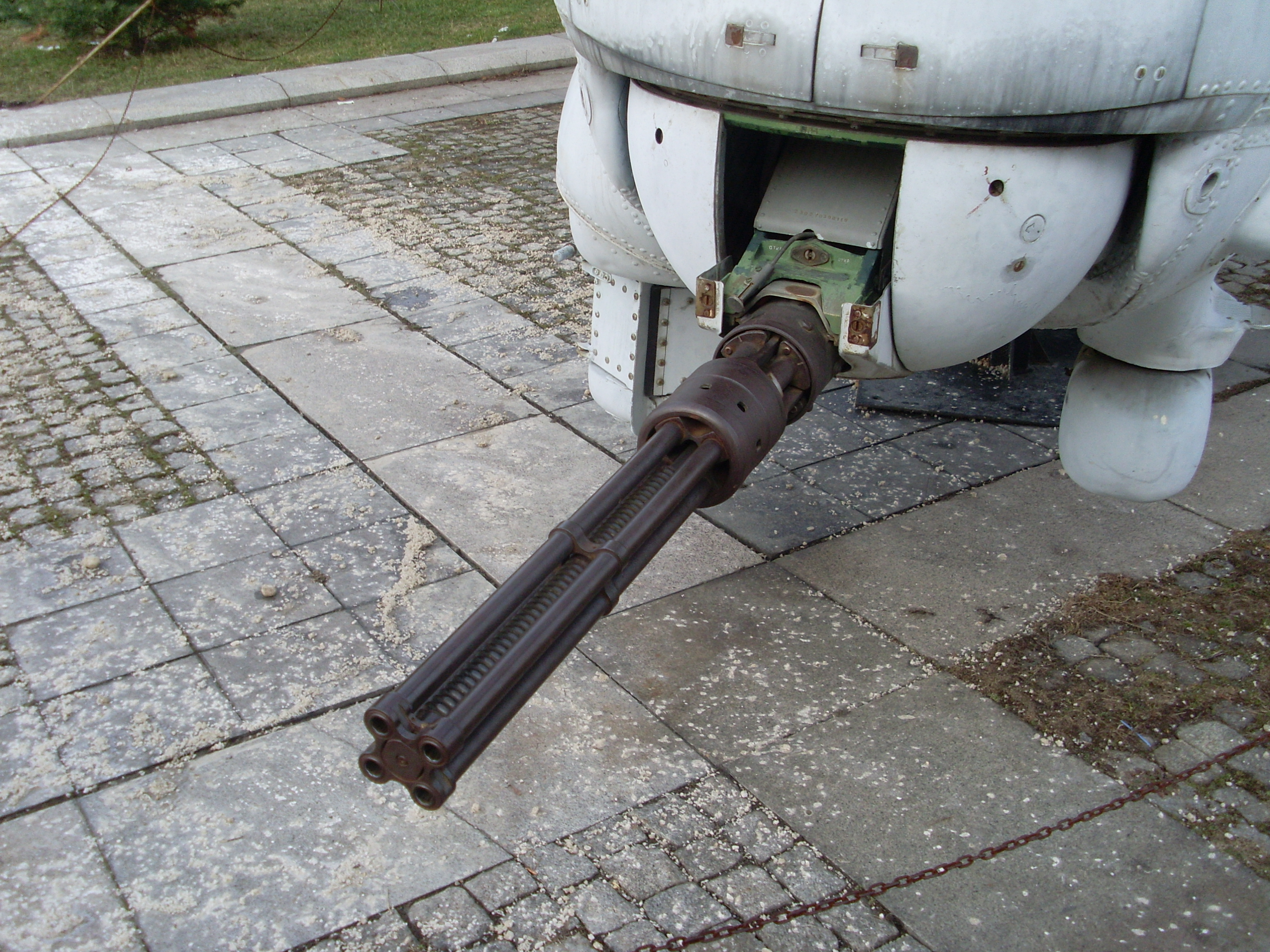
ЯкБ на Ми-24 в Национальном историческом музее Болгарии

 ЯкБ-12,7 (индекс УВ ВВС — 9-А-624, заводской индекс — ТКБ-063) — четырёхствольный авиационный пулемёт с вращающимся блоком стволов. Специально для Ми-24 в конце 1970-х годов были разработаны вертолётные гондолы ГУВ-8700 (индекс УВ ВВС 9-А-669, один четырёхствольный пулемёт ЯкБ и два четырёхствольных ГШГ).

## Конструкция
Газовый двигатель кулачкового типа состоит из единого поршня, охватывающего единую для четырёх стволов газовую муфту с двумя полостями, в которые выведены газоотводные отверстия из каждого ствола таким образом, что пороховой газ при каждом выстреле поступает последовательно в разные полости, заставляя поршень совершать возвратно-поступательные движения. Это движение поршня посредством неподвижного копира преобразовывалось во вращение блока стволов пулемёта. Раскрутка блока стволов осуществляется при каждой очереди выстрелов от пружинного стартерного устройства, которое запасает энергию в конце очереди выстрелов при торможении блока и достреле в этот момент двух последних патронов в очереди выстрелов.

## История
Проектирование нового 12,7-мм скорострельного пулемёта для вертолёта Ми-24 было начато КБ приборостроения согласно постановлению ЦК КПСС и Совета Министров СССР № 1044—381 от 26 декабря 1968 года.
Предварительные (заводские) испытания пулемёта были проведены в конце 1969 года, его производство на Ковровском механическом заводе началось в 1972, но на вооружение он поступил только в 1977 году.
Военное применение показало конструктивные недостатки пулемёта. В числе которых, главным образом, капризность от загрязнений и перегрева пулемёта. Проблемы с движением патронной ленты. Также после 250 выстрелов пулемёт «плевался» и заклинивал. Вследствие этого практический расход боеприпасов был до 500 патронов за вылет.
Конструктивные особенности пулемёта, а именно отличная от других пулемётов под тот же патрон геометрия его патронника, привели к срыву планировавшегося со второй половины 1970-х гг. перехода 12,7-мм патронов с латунной на стальную гильзу.

## Модификации
- ЯкБЮ-12,7 (конструкции Якушева, Борзова, Юрищева, 9-А-624К) — модификация ЯкБ-12,7 с увеличенным с 4000—4500 до 4000—5000 выстр./мин темпом стрельбы, увеличенной с 400 до 750 выстрелов длиной непрерывной очереди и более высокой живучестью пулемёта (с 8000 до 12 000 выстрелов).

## Аналоги
- WLKM — польский четырёхствольный 12,7-мм пулемёт с электрическим двигателем[3].
- GAU-19 — американский трёхствольный 12,7-мм пулемёт с электрическим двигателем.
- CS/LM5 — китайский трёхствольный 12,7-мм пулемёт с электрическим двигателем.